# Rajka vasútállomás
Rajka vasútállomás Rajka városának vasútállomása, melyet a GYSEV üzemeltet. A településen 1891. november 9-én indult meg a vasúti forgalom, amikor átadták a Pozsony és a Vas vármegyei Porpác közötti 123 km hosszú helyi érdekű vasútvonalat. A ma is látható felvételi épület Szabados Gyula építész tervei alapján készült el 1976-ban.

## Vasútvonalak
Az állomást az alábbi vasútvonalak érintik:
- Budapest–Hegyeshalom-vasútvonal

## Kapcsolódó állomások
A vasútállomáshoz az alábbi állomások vannak a legközelebb:
- Oroszvár vasútállomás (Pozsony–Hegyeshalom-vasútvonal)
- Bezenye megállóhely (Budapest-Keleti pályaudvar, Budapest–Hegyeshalom-vasútvonal)

## Forgalom
| Járat        | Útvonal | Gyakoriság   |
| ------------ | --- | ------------ |
| személyvonat | Hegyeshalom – Bezenye – Rajka                                                                                                   | Napi 3 pár   |
| személyvonat | Hegyeshalom – Bezenye – Rajka – Rusovce (Oroszvár) – Bratislava-Petržalka (Pozsonyligetfalu)                                    | Napi 4-5 pár |
| személyvonat | Csorna – Bősárkány – Hanságliget – Jánossomorja – Mosonszolnok – Hegyeshalom – Bezenye – Rajka                                  | Napi 2 pár   |
| személyvonat | Győr – Abda – Öttevény – Lébény-Mosonszentmiklós – Kimle-Károlyháza – Mosonmagyaróvár – Levél – Hegyeshalom (– Bezenye – Rajka) | Napi 2-3 pár |